# Zoo de Sarrebruck
Le Zoo de Sarrebruck (Zoologischer Garten der Landeshauptstadt Sarrebrücken en allemand) est un parc zoologique allemand situé à Sarrebruck, dans le land de la Sarre. Ouvert en 1932 et situé depuis 1950 sur les hauteurs de Sarrebruck il accueille plus de 200 000 visiteurs par an et plus de 1 000 animaux de 150 espèces différentes.